# Antoniów (Szydłowiec)
Pour les articles homonymes, voir Antoniów.
Antoniów [anˈtɔɲuf] est un village polonais de la gmina de Chlewiska, du powiat de Szydłowiec et dans la voïvodie de Mazovie dans le centre-est de la Pologne.
Il est situé à environ 7 kilomètres au sud-ouest de Chlewiska, 12 kilomètres à l'ouest de Szydłowiec et à 115 kilomètres au sud de Varsovie.
Sa population compte 55 habitants.